# Ljubešćica
Ljubešćica è un comune della Croazia di 3 732 abitanti della regione di Varaždin.